# Stazione sperimentale per l'industria delle conserve alimentari
La Stazione sperimentale per l'industria delle conserve alimentari – Fondazione di ricerca (SSICA) è stata istituita nel 1922. La sua sede legale ed amministrativa è a Parma, in Italia, e la sua Unità Locale si trova ad Angri, in provincia di Salerno. Collabora con soggetti pubblici e privati, ha carattere pubblicistico, rilievo nazionale e non ha scopo di lucro.

## Storia
Istituita come ente pubblico di ricerca applicata, scientifica e tecnologica nel 1922.
La Stazione, con decreto legislativo 29 ottobre 1999, n. 540 è stata successivamente trasformata in ente pubblico economico.
Il decreto attuativo della legge n. 99 del 23 luglio 2009 sul riordino delle stazioni sperimentali per l'industria - che prevedeva la soppressione e l'accorpamento della Stazione sperimentale per le industrie delle essenze e dei derivati dagli agrumi, con sede a Reggio Calabria, alla SSICA - è stato superato dalla manovra economica straordinaria del maggio 2010 (Decreto-legge 78/2010) che prevede la soppressione di tutte le Stazioni Sperimentali. I compiti e attribuzioni della SSICA sono passati alla Camera di commercio di Parma.
Il decreto interministeriale attuativo del 1º aprile 2011 ha fissato i tempi e modalità di trasferimento dei compiti e delle attribuzioni, del personale e delle risorse strumentali e finanziarie della soppressa SSICA alla rispettiva Camera di commercio.

Il 5 aprile 2013 il Giudice del lavoro del Tribunale di Nocera Inferiore ha accolto il ricorso presentato dai dipendenti della sede periferica di Angri contro la CCIAA di Parma, accertati e dichiarati trasferiti ope legis i rapporti di lavoro subordinato a tempo indeterminato, intercorrenti tra i ricorrenti e la soppressa Stazione Sperimentale SSICA, alla Camera di Commercio di Parma, a decorrere dall'entrata in vigore del D.L. 31.05.2010 n.78. La sentenza ha precisato che l'Azienda speciale costruita ad hoc dalla CCIAA di Parma debba ritenersi una mera modalità organizzativa e gestionale dei servizi, ma non costituisce un nuovo ed autonomo soggetto giuridico nel quale far confluire direttamente i dipendenti della soppressa Stazione Sperimentale.

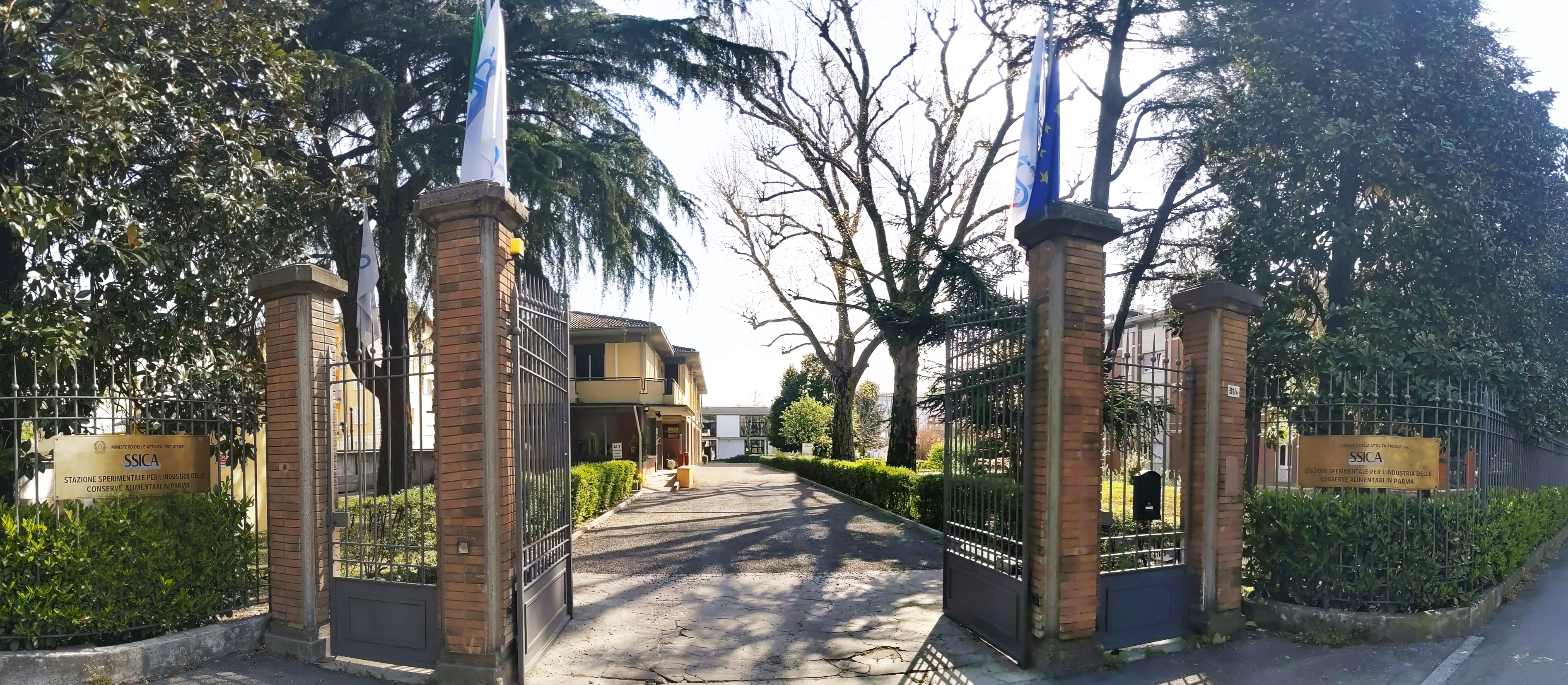
Sede Centrale SSICA a Parma

### Fondazione di Ricerca
Dal 2016 è stata effettuata la trasformazione dello stato giuridico della Stazione Sperimentale da Azienda speciale a Fondazione di Ricerca. ai sensi del D.L. n. 78 del 31 maggio 2010, convertito con modificazione dalla legge 30 luglio 2010 n. 122 e di quanto previsto dal D.M. concentrato tra il Ministero dello Sviluppo Economico e il Ministero dell’Economia e delle Finanze del 1 aprile 2011 pubblicato sulla Gazzetta Ufficiale n. 141 del 20 giugno 2011.
Oltre alla storica sede di Parma, la fondazione SSICA può contare sull’Unità Locale di Angri (SA), costituita per potenziare l’attività di ricerca a favore dell’industria agroalimentare

## La struttura
Nei laboratori tecnologici disposti su una superficie di 16.000 m², lavorano più di 100 ricercatori.
La struttura è dotata di Aree di attività specialistiche suddivise sia per settori merceologici, sia per tematiche intersettoriali e multidisciplinari preposte principalmente per dare supporto alle aziende contribuenti nei settori dell’agroalimentare di propria competenza.
La SSICA si struttura in 7 aree inclusa l’Amministrazione.
- Area Mare e Conserve Ittiche
- Area Conserve Animali
- Area Conserve Vegetali
- Area Sostenibilità e Valorizzazione
  - Divisione Ambiente
  - Divisione Packaging
- Area Qualità, Sicurezza e Preindustrializzazione
  - Divisione Microbiologia
  - Divisione Sicurezza Chimica
  - Divisione Metrologia
  - Divisione Fabbrica
  - Divisione Accreditamento e sistema, Qualità, Etichettatura
- Area Marketing, Consumer e Rapporti con le aziende
  - Divisione Marketing
  - Divisione Consumer Science

## Le Aree Scientifiche

### Area Conserve Ittiche
L’Area Mare e Conserve Ittiche si rivolge alle aziende di tutta la filiera dei prodotti della pesca e dell’acquacoltura, attraverso le proprie attività di ricerca applicata di base su prodotti e tecnologie tradizionali, e finalizzata all’innovazione di prodotto e di processo.

### Area Conserve Animali
L’Area si occupa di derivati della carne la cui conservazione industriale è ottenuta mediante trattamenti termici (salumi cotti) o di essiccazione e fermentazione (salumi stagionati). Alle attività di tecnologia e qualità della salumeria italiana, sono affiancati temi come sicurezza, aspetti nutrizionali, sviluppo di nuovi prodotti, confezionamento, shelf-life e sostenibilità ambientale.
L’attività di ricerca vuole fornire alle aziende un supporto per il miglioramento degli standard di qualità e sicurezza e basi scientifiche per lo sviluppo della filiera delle carni. I tecnici svolgono anche un’attività di consulenza per Enti, Associazioni, aziende.

### Area Conserve Vegetali
L’Area svolge attività di ricerca applicata e sviluppo pre-competitivo di conserve di frutta, di ortaggi e dei derivati del pomodoro. Le attività di ricerca promuovono il miglioramento degli standard qualitativi, di sicurezza e di servizio dei prodotti, sono volte a ottimizzare i processi di trasformazione e a studiare l’applicazione di tecnologie di trasformazione innovative che sono condotte e sviluppate in collaborazione con industrie del settore, università e altri centri di ricerca. L’area offre alle aziende supporto tecnico-scientifico in tutte le fasi della filiera produttiva.

### Area Sostenibilità e Valorizzazione
L’area relativa alla Sostenibilità e Valorizzazione è costituita da due divisioni:

#### Divisione Ambiente
La Divisione Ambiente offre supporto alle aziende agro-alimentari riguardo alla caratterizzazione e alla gestione dei reflui industriali, alla corretta applicazione delle relative normative, alla caratterizzazione di liquami, fanghi e sottoprodotti di lavorazione e supporta il controllo e la gestione di impianti di depurazione e trattamento.

#### Divisione Packaging
L’attività di ricerca riguarda lo sviluppo e l’applicazione di materiali e coating innovativi e di origine naturale, il miglioramento della shelf life di nuovi sistemi imballaggio/alimento anche in funzione delle condizioni di processo e magazzinaggio e problematiche emergenti relative alla sicurezza sanitaria dei materiali a contatto e all’impatto ambientale.
L‘attività di consulenza in laboratorio o direttamente in azienda riguarda problematiche tecnologiche di utilizzo degli imballaggi, come la individuazione di cause di alterazione, la conformità ai requisiti di legge e la rispondenza a capitolati di acquisto.

### Area Qualità, Sicurezza e Preindustrializzazione
L’area relativa alla Qualità, Sicurezza e Preindustrializzazione distingue numerosi ambiti di attività specifici:

#### Divisione Microbiologia
Obiettivo della ricerca è garantire la stabilità e la sicurezza microbiologica degli alimenti attraverso una serie di attività come progetti di ricerca su temi specifici e assistenza diretta alle imprese mediante un servizio di analisi, consulenza e formazione.

#### Divisione Fabbrica
La Divisione si occupa dello svolgimento di progetti e programmi di ricerca di tipo principalmente applicativo. Quest’attività avviene a stretto contatto con le aziende produttrici di alimenti, i costruttori di impianti, gli enti di ricerca e le Università.

#### Divisione Metrologia
Le principali attività del settore riguardano ricerche, progetti e supporto alle aziende sui temi impiantistici e ingegneristici e il servizio rivolto alle aziende per la taratura con certificazione ACCREDIA di apparecchiature per la misurazione della temperatura.

#### Divisione Sicurezza Chimica
Il laboratorio si occupa principalmente del rischio alimentare chimico, con particolare riferimento a contaminazioni dovute a residui di fitofarmaci, cessioni da materiali a contatto con l’alimento, uso di additivi impropri e contaminanti.

#### Divisione Accreditamento
La SSICA effettua controlli in tutti i settori delle conserve alimentari. Al fine di fornire un servizio di analisi sempre più qualificato, la SSICA ha in atto dal 1996 per la sede di Parma una convenzione di accreditamento con ACCREDIA che viene rinnovata ogni 4 anni.

### Area Marketing, Consumer e Relazioni con le Aziende
L’Area si occupa della progettazione, della messa a punto e dello sviluppo di nuovi prodotti o dell’aggiornamento di esistenti, con particolare attenzione agli aspetti ingredientistici, formulistici e della shelf life. All’interno dell’area è operativo il Laboratorio accreditato di analisi sensoriale e di consumer science.

#### Divisione Marketing
Il settore Marketing e Rapporti con le aziende si occupa dello sviluppo di nuovi servizi per le aziende contribuenti, dell’ottimizzazione degli esistenti e di veicolare le attività condotte da SSICA attraverso un puntuale sistema di newsletter e mediante il rinnovato sito web.

#### Divisione Consumer Science
L’attenzione è principalmente posta sulla qualità dell’alimento mediante l’identificazione e la valutazione di marker chimici, fisici, sensoriali e di mercato. Una parte significativa dell’attività riguarda lo studio della shelf life di alimenti. All’interno dell’area è operativo il Laboratorio di analisi sensoriale e di consumer science certificato.

## Gli obiettivi della Stazione Sperimentale
La stazione promuove il progresso tecnico e tecnologico dell'industria conserviera italiana trasformatrice di frutta, ortaggi, carne, pesce e si colloca fra le più importanti istituzioni di ricerca applicata nel settore della conservazione degli alimenti esistenti in Europa e nel mondo con una sede periferica attiva dal 1987 ad Angri in provincia di Salerno. La Stazione ospita anche il nuovo organismo unico nazionale per lo sviluppo della ricerca nell'agroalimentare (vedi Consorzio Italiano per la Sicurezza e la Ricerca sulla qualità degli Alimenti).
L'allestimento del laboratorio diossine e microinquinanti (in collaborazione con la Stazione sperimentale per le industrie delle essenze e dei derivati dagli agrumi -SSEA- con sede a Reggio Calabria) è stato definitivamente annullato con la trasformazione della Stazione in azienda speciale, in quanto non rientrante tra i compiti e gli obiettivi della stessa azienda speciale SSEA.
SSICA ha l’obiettivo di fornire risposte ai problemi generali riguardanti il settore conserviero, intervenendo su tutta la filiera produttiva dell’agroalimentare, allo scopo di migliorarne gli standard qualitativi e di sicurezza, attraverso le proprie attività di sviluppo sperimentale, consulenza, presidio tecnologico, trasferimento dei risultati, formazione e divulgazione. 

## Finanziamento delle Attività della SSICA
Al finanziamento della Fondazione provvedono le imprese attraverso il contributo previsto dal R.D, del 31 ottobre 1923 n. 2523 e successive modifiche.